# Schneider Electric
Schneider Electric je francuska multinacionalka prisutna na ljestvici Fortune Global 500 i svjetski lider u proizvodnji proizvoda za upravljanje električnom energijom, automatizaciji i rješenjima prilagođenim tim obrtima. Sjedište mu je smješteno u Rueil-Malmaisonu u Hauts-de-Seine, a uprava je podijeljena u tri odjela, sjedište Rueila u Bostonu u Sjedinjenim Državama i jedno u procesu uspostave u Hong Kongu.
Schneider Electric SE uključen je u indeks dionica CAC 40 i u Intercontinental Exchange (nekada NYSE Euronext).

## Vanjske poveznice
- Schneider Electric